# غملينغي (كامبريدجشير)
غملينغي (بالإنجليزية: Gamlingay)‏ هي قرية و أبرشية مدنية تقع في المملكة المتحدة في إنجلترا. يقدر عدد سكانها بـ 3,535 نسمة .

## أعلام
- جيريمي إيرفين